# Латкин, Василий Николаевич (промышленник)
Василий Николаевич Латкин (1809—1867) — русский купец, промышленник, путешественник, исследователь русского Севера, публицист, общественный деятель.

## Биография
Василий Николаевич родился 31 декабря 1809 года в Усть-Сысольске. Отец — купец 2-й гильдии, несколько лет был бургомистром и городским головой.
Василий Николаевич получил домашнее образование. С 12 лет сопровождал отца в поездках по Архангельской и Вологодской губерниям. В 1825 году начал управлять делами отца. В 1832 году, оставив торговлю, Василий Николаевич поступил на частную службу в Перми. В 1839 году записан в Канское купечество. Торговал в Красноярске по временному купеческому свидетельству. В 1839 году в Красноярске начала работать городская публичная библиотека, значительную часть фондов которой составили частные пожертвования, в том числе купцов Кузнецовых, А. Ф. Комарова и Латкина.
14 февраля 1841 года Василий Николаевич представил министру государственных имуществ, графу Киселёву, проект развития Печорского края. Латкин предлагал создать компанию для разработки ресурсов края. В 1843 году Латкин исследовал Печорский край, реки Печора, Собь, Уса. Была доказана возможность строительства порта в устье Печоры (ныне морской порт Нарьян-Мар). Отчёт об этом путешествии был напечатан в «Трудах Вольного Экономического Общества». Дневники, которые Латкин вёл во время путешествия, были опубликованы в «Записках Географического Общества».
Латкин разыскивал кратчайший путь из Печоры в Обь, добивался от правительства разрешения открыть морской путь на Печору. Совершил несколько путешествий по Уралу и Западной Сибири.
C 1844 года по 1848 год Латкин жил в Красноярске, и управлял золотыми приисками Бенардаки. На паях с отставным подпоручиком Р. А. Черносвитовым (будущим петрашевцем) стал владельцем золотых приисков в енисейской тайге.
В 1845 году в Красноярск приезжает Михаил Константинович Сидоров. М. К. Сидоров работал в семье Латкиных домашним учителем, и женился на дочере Латкина Ольге Васильевне.
Латкин печатал свои статьи в газетах «Народное Богатство», «Биржевые Ведомости», «Голос» и других. Был членом Императорского географического общества. После отъезда из Красноярска Латкин записывается в 1-ю купеческую гильдию по Троицко-Сергиевскому посаду под Москвой.
В 1860 году на Печору пришли за лесом первые четыре морских судна. Корабль «Диана», зафрахтованный Латкиным, впервые доставил лес с устья Печоры во французский город Нант. Три корабля потерпели крушение. В 1861 году Латкин и Сидоров зафрахтовали три корабля, и доставили лес в Лондон и Бордо.
В 1862 году капитан первого ранга Крузенштерн получил разрешение на вырубку 360 тысяч деревьев в бассейне Печоры. В 1860-е годы В. Н. Латкин в Санкт-Петербурге основал Печорскую компанию, в которую входили: его брат М. Н. Латкин, П. И. Крузенштерн (сын знаменитого мореплавателя), датский подданный Газе, отставной поручик Нелидов и М. К. Сидоров. С 1860 года по 1876 год в устье Печоры побывало около 130 русских и иностранных кораблей. В 1867 году печорский лиственничный лес впервые был доставлен в Кронштадт. В августе 1864 года М. К. Сидоров организовал на Печоре речное пароходство.
Компания экспортировала лес в Европу через Печорский порт (ныне Нарьян-Мар). На шхуне «Таз» из порта был вывезен курейский графит. В 1862 году Латкин и Сидоров принимали участие на Всемирной выставке в Лондоне. Позднее Печорская компания обанкротилась.
Василий Николаевич умер 28 сентября 1867 года в Санкт-Петербурге.

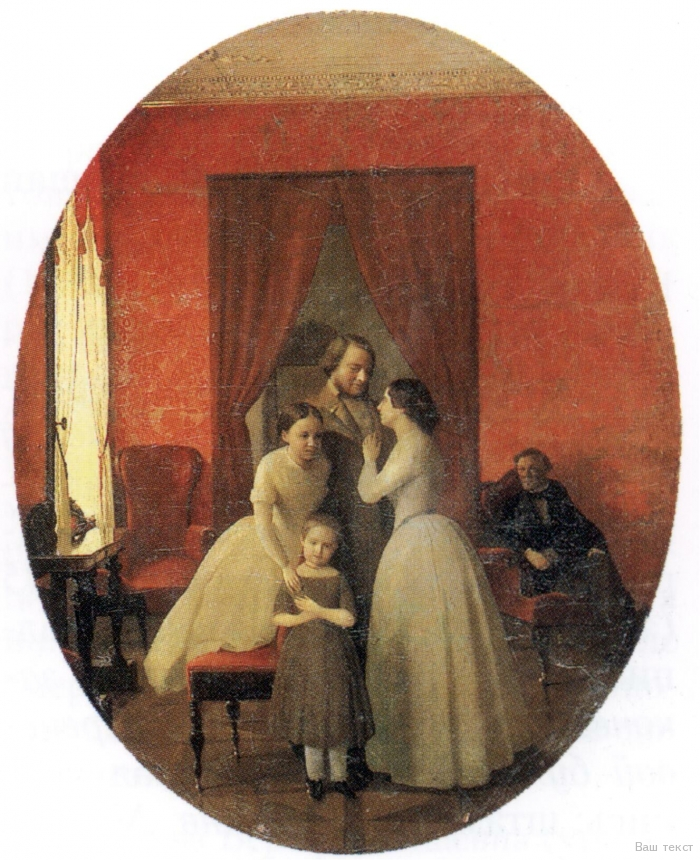
Зарянко С. К. Портрет семьи Латкиных, 1848—1849

## Автор книг
- «Карты устья Печоры»
- «Дневники Василия Николаевича Латкина во время путешествия на Печору в 1840—1843 годах». Императорское географическое общество. 1853
- «О золотопромышленности в Сибири», СПб. 1864
- «О торговом балансе», СПб. 1861
- «О наших промышленных делах», СПб. 1866

## Дети
- Латкин, Николай Васильевич — российский писатель, золотопромышленник, географ, автор книг по географии и статистике.
- Пантелеева, Серафима Васильевна — вице-председатель Российской Лиги равноправия женщин, автор научно-популярных очерков, жена Л. Ф. Пантелеева[2].